# فونترا
فونترا (fons de terra) شرکت صنایع غذایی نیوزیلندی است، که در سال ۲۰۰۱ تأسیس شد.